# Allodape chapini
Allodape chapini är en biart som beskrevs av Cockerell 1932. Allodape chapini ingår i släktet Allodape och familjen långtungebin. Inga underarter finns listade i Catalogue of Life.